# Бурлацкий, Фёдор Михайлович
Фёдор Миха́йлович Бурла́цкий (4 января 1927, Киев — 26 февраля 2014, Москва) — советский и российский политолог, журналист, публицист. Доктор философских наук, кандидат юридических наук, профессор.

## Биография
Родился в семье коммунистов, исключённых из ВКП(б) в ходе «чисток» 1920-х годов, имя «Фёдор» получил в честь Фридриха Энгельса. Окончил Ташкентский юридический институт (1945—1947) и аспирантуру Института права АН СССР под руководством С. Ф. Кечекьяна (1950—1951). Кандидат юридических наук (1951), тема диссертации: «Политические взгляды Н. А. Добролюбова».
В 1952—1964 годах — учёный секретарь редакционно-издательского совета по общественным наукам Президиума АН СССР, сотрудник международного отдела журнала «Коммунист», с 1960 года работал в Отделе ЦК КПСС по связям с коммунистическими и рабочими партиями социалистических стран, в том числе руководителем группы консультантов. В феврале 1961 года был членом советской партийно-государственной делегации на IV съезде Албанской партии труда.
Вспоминал: «В начале 1960 года я был направлен уже в качестве консультанта отдела ЦК КПСС, которым руководил Ю. В. Андропов, для работы в коллективе, готовившем проект новой программы партии. Я провел там почти два года. Мы работали не только над проектом программы, но и над посвященным ему докладом Н. С. Хрущева. Я получил возможность включить в проект программы принципиально важный тезис о переходе oт диктатуры пролетариата к общенародному государству. Вместе с этим сюда были включены некоторые важные идеи о ротации (сменяемости) кадров, об ограниченных сроках пребывания на высших партийных и государственных постах, о гарантиях против возрождения единоличной власти и культа личности… В то же время нам вместе с представителем отдела агитации ЦК Г. Л. Смирновым поручили возглавить группу для подготовки предложений по проекту новой Конституции СССР».
Летом 1958 года участвовал в написании раздела о государстве для учебника марксизма-ленинизма, готовившегося под руководством О. В. Куусинена. Соавтор «Морального кодекса строителя коммунизма» (1961).
Докторская диссертация (на соискание учёной степени доктора философских наук) — «Государство и коммунизм» (АОН при ЦК КПСС, 1964).
В 1965—1967 годах работал политическим обозревателем в газете «Правда». В 1967 году вместе с Леном Карпинским опубликовал в «КП» статью, направленную против театральной цензуры (а по сути, против цензуры вообще, как пишет Д. Я. Травин), на чём «погорел». Сам он об этом вспоминал так:

…Я «погорел» на статье о театральной цензуре, которую мы написали вместе с Леном Карпинским для «Комсомольской правды». Это было совершенно не нужное выступление. Я хорошо работал в «Правде», выработал свой эзоповский стиль. Писал об Испании, о франкизме — все понимали, что это и о сталинизме, а поймать вроде как невозможно было. И вдруг сам себя дал подловить, причём по теме, которой профессионально не занимался. Решением бюро ЦК КПСС я был снят с работы и на десять лет отлучён от печати, на семь лет лишился поездок за рубеж.

Работал старшим научным сотрудником в ИМЭМО в секторе А. А. Галкина. В 1969—1971 годах заместитель директора Института социологических исследований АН СССР.
В 1971—1989 годах заведующий кафедрой марксистско-ленинской философии в Институте общественных наук при ЦК КПСС (в Международной ленинской школе).
С 1982 года политический обозреватель, затем с марта 1990 года по август 1991 года главный редактор «Литературной газеты». Народный депутат СССР (1989—1991) от Советского фонда мира и 8 советских комитетов, выступающими за мир и международное сотрудничество, член Комитета Верховного Совета СССР по международным делам.
Приглашённый профессор Колумбийского (1988), Гарвардского (1992), Оксфордского университетов (1993).
Принимал участие в подготовке Конституции РФ 1993 г.
Являлся председателем научного совета по политологии РАН.
В 2006 году однозначно высказывался за избрание В. В. Путина президентом РФ на третий срок на выборах-2008 (как он писал, «в связи с бедственным положением народа»): «Я просто не вижу реальной альтернативы президенту Путину». Я предложил бы вынести на всенародный референдум вопрос о возможности избрания в порядке исключения президента на третий срок в связи с бедственным положением народа". Объяснял это тем, что «мы вступили в период стабильности лишь одной ногой», а за третий срок Путина «дело будет прочно поставлено на рельсы, с которых уже не сойти». Отмечая, что «имеются и другие варианты, о которых приходится слышать» (о сохранении власти за Путиным), среди прочих Бурлацкий назвал и «выдвижение его (Путина) на пост премьер-министра при „ослабленном“ президенте».
Первый почётный профессор факультета политологии МГУ (2011), действительный член РАЕН.
Отождествляя революцию с бунтом, отмечал: «…я же реформатор, а не революционер», «…апеллировать к народу, возбуждать массовые протесты — я всегда считал это опасным для страны, где ещё не сложились демократические традиции».
Похоронен 1 марта 2014 года на Троекуровском кладбище в Москве.

## Основные работы

### Монографии
- Бурлацкий Ф. М. Маоизм — угроза социализму в Китае. — М.: Политиздат, 1968. — 176 с. — 60 000 экз.
- Бурлацкий Ф. М. Ленин, государство, революция. — М.: Политиздат, 1970. — 392 с.
- Бурлацкий Ф. М., Галкин А. А. Социология. Политика. Международные отношения. — М.: Международные отношения, 1974. — 328 с. (Варшава, 1978)
- Бурлацкий Ф. М. Мао Цзэ-дун: «Наш коронный номер — это война, диктатура…». — М.: Международные отношения, 1976. — 392 с. — 60 000 экз.
- Бурлацкий Ф. М. Загадка и урок Никколо Макиавелли: драматургические, исторические и социологические новеллы. — М.: Молодая гвардия, 1977. — 256 с. — 75 000 экз.
- Бурлацкий Ф. М. Мао Цзэ-дун и его наследники. — М.: Международные отношения, 1979. — 400 с. — 25 000 экз.
- Бурлацкий Ф. М. Военные игры. — М.: Советская Россия, 1984. — (По ту сторону)
- Бурлацкий Ф. М., Галкин А. А. Современный Левиафан: очерки политической социологии капитализма. — М.: Мысль, 1985. — 384 с.
- Бурлацкий Ф. М. Женева: вчера, сегодня, завтра. — М.: Мысль, 1986. — 160 с. :[встреча М. С. Горбачева и Р. Рейгана 19-21 нояб. 1985 г.]
- Народ и власть : научно-популярный очерк политической системы социализма / Ф. М. Бурлацкий, В. О. Мушинский. — Москва : Политиздат, 1986. — 254, [2] с. — (Реальный социализм : теория и практика).
- Бурлацкий Ф. М. Новое мышление: диалоги и суждения о технологической революции и наших реформах. — М.: Политиздат, 1988. — 336 с. — 75 000 экз. — ISBN 5-250-00076-2. 2-е изд., доп. — Москва : Политиздат, 1988. — 429, [2] с. — ISBN 5-250-00076-2; 2-е изд., доп. — М. : Политиздат, 1989. — 429, [2] с. — ISBN 5-250-00993-X
- Когда убивает государство… Смертная казнь против прав человека = When the state kills / вступ. ст. В. М. Бурлацкого; предисл. и ред. С. Г. Келиной; [ред. Н. Ш. Блинков; пер. с англ. О. В. Воробьева, О. Д. Климовской, Г. А. Командина]. — Москва : Прогресс, 1989. — 421, [1] c. : ил., фот. — ISBN 5-01-002441-1 (в пер.)
- Уроки горькие, но необходимые / В. Бурлацкий, О. Лацис [и др.]; сост.: В. С. Молдаван, А. Г. Гридчин. — Москва : Мысль, 1988. — 347, [2] с. — (Публицистика сегодня). — ISBN 5-244-00379-8
- Введение в марксистское обществознание. / Ф. М. Бурлацкий [и др.]; [под общ. ред. Ю. А. Красина]. — Москва : Политиздат, 1989. — 303 c. — ISBN 5-250-00319-2
- Никита Хрущев и его советники — красные, черные, белые / Ф. М. Бурлацкий; оформ. Е. С. Пермякова. — Москва : ЭКСМО-Пресс, 2002. — 447 с. ; 16 л. : ил. ; 445, [2] с. : ил. — (Вожди и советники). — ISBN 5-04-009686-0
- Бурлацкий Ф. М. Вожди и советники: о Хрущёве, Андропове и не только о них. — М.: Политиздат, 1990. — 384 с. — 200 000 экз. — ISBN 5-250-00689-2.
- Бурлацкий Ф. М. Хрущев и Первая русская весна. — Лондон, 1991. Khrushchev and the First Russian Spring Hardcover — 22 Aug. 1991 by Fyodor M. Burlatsky (Author), D. Skillen (Translator), Publisher : Weidenfeld & Nicolson; First Edition (22 Aug. 1991), 256 p., ISBN 0297810650, ISBN 9780297810650; 2nd extended ed., Publisher : Charles Scribner’s Sons (30 April 1992), 286 p., ISBN 0684194198, ISBN 978-0684194196
- 赤い帝国崩壊への道 (Japanese) by フョードル ブルラツキー (著), Fyodor Burlatsky (原著), 大熊 秀治 (翻訳) (Дорога к краху Красной империи). Publisher : 東京新聞出版局 (May 1, 1992), 170 p., Токио, 1992. ISBN 4808304317, ISBN 978-4808304317
- Никита Хрущев / Ф. М. Бурлацкий. — Москва : Рипол классик, 2003. — 349, [1] с., [8] л. ил. — (Законы власти). — ISBN 5-7905-1884-2
- Бурлацкий Ф. М. Русские государи: Эпоха реформации. Никита Смелый, Михаил Блаженный, Борис Крутой. — М.: Шарк, 1996. — 512 с. — 10 000 экз. — ISBN 5-900860-01-9.
- Глоток свободы : в 2 кн. [Персоналии: Андропов Юрий Владимирович, Тито И. Б., Кеннеди Джон Фицджералд, Брежнев Леонид Ильич, Франко Ф., Хрущев Никита Сергеевич, Дэн Сяопин, Мао Цзэдун] / Ф. М. Бурлацкий. — М. : Культура, 1997. Кн.1. — 1997. — 559 с. : ил. — ISBN 5-8334-0064-3
- Глоток свободы : в 2 книгах. Кн. 2 [Персоналии: Ельцин Борис Николаевич, Макиавелли Никколо, Горбачев Михаил Сергеевич] / Ф. Бурлацкий. — Москва : РИК «Культура», 1997. — 480—464 с. : ил. — ISBN 5-8334-0065-1
- Бурлацкий Ф. М. Загадка Макиавелли. — М.: Профиздат, 1997. — 392 с. — 5000 экз. — ISBN 5-255-01296-3. (М.: Рипол-классик, 2003, 352 с. — ISBN 5-7905-1726-9)
- Бурлацкий Ф. М. Мао Цзэдун, Цзян Цин и Советник Дэн. — М.: Эксмо-пресс, 2002. — 384 с. — (Вожди и советники). — 5100 экз. — ISBN 5-04-009915-0.
- Бурлацкий Ф. М. Никита Хрущев и его советники. — М.: Эксмо-пресс, 2002. — 448 с. — (Вожди и советники). — 5100 экз. — ISBN 5-04-009686-0.
- Бурлацкий Ф. М. Никколо Макиавелли. Советник государя. — М.: Эксмо-пресс, 2002. — 448 с. — (Вожди и советники). — 5100 экз. — ISBN 5-04-009287-3.
- Юрий Андропов и аристократы духа / Бурлацкий Ф. М. — Москва: Собрание, 2009. — 287 с. — ISBN 978-5-9606-0079-8
- Бурлацкий Ф. М. Вожди и советники. Театральные кино- и телеопыты. — М.: Собрание, 2008. — 264 с. — 1000 экз. — ISBN 978-5-9606-0068-2.
- Михаил Горбачев — Борис Ельцин : схватка / Федор Бурлацкий. — Москва : Собрание, 2008. — 294, [1] с., [1] л. портр., [8] л. ил. — (Лидеры и советники). — ISBN 978-5-9606-0069-9
- Реформы и реформаторы : надежды и иллюзии / Федор Бурлацкий. — Москва : Собрание, 2008. — 318, [1] с., [8] л. ил. — (Лидеры и советники). — В прил.: О порядке выезда из СССР и въезда в СССР граждан СССР : Закон СССР от 20 мая 1991 г. № 2177-1. — ISBN 978-5-9606-0070-5

### Статьи
- Диктатура пролетариата / Бурлацкий Ф. М. // Дебитор — Евкалипт. — М. : Советская энциклопедия, 1972. — (Большая советская энциклопедия : [в 30 т.] / гл. ред.  А. М. Прохоров ; 1969—1978, т. 8).